# Premi e riconoscimenti di Sandra Bullock
Questa è la lista che riassume tutti i premi e i riconoscimenti ricevuti da Sandra Bullock, attrice, regista, doppiatrice, sceneggiatrice e produttrice cinematografica statunitense.
Nel corso della sua carriera si è aggiudicata molti riconoscimenti, tra i quali un premio Oscar, un Golden Globe, due Screen Actors Guild Awards, quattro MTV Movie Awards, dieci People's Choice Awards (su 16 nomination) e nove Teen Choice Awards (su venti nomination). 

## Premi cinematografici

### Principali
- Premio Oscar
  - 2010 - Miglior attrice per The Blind Side[2][3]
  - 2014 - Candidatura alla miglior attrice per Gravity

- Golden Globe
  - 1996 - Candidatura alla migliore attrice in un film commedia o musicale per Un amore tutto suo
  - 2001 - Candidatura alla migliore attrice in un film commedia o musicale per Miss Detective
  - 2010 - Migliore attrice in un film drammatico per The Blind Side[4][5][6]
  - 2010 - Candidatura alla migliore attrice in un film commedia o musicale per Ricatto d'amore
  - 2014 - Candidatura alla miglior attrice in un film drammatico per Gravity

- Screen Actors Guild Award
  - 2006 - Miglior cast cinematografico per Crash - Contatto fisico
  - 2010 - Migliore attrice protagonista cinematografica per The Blind Side
  - 2014 - Candidatura alla migliore attrice protagonista cinematografica per Gravity

- Premio BAFTA
  - 2014 - Candidatura alla migliore attrice protagonista per Gravity

### Altri
- Alliance of Women Film Journalists Award
  - 2013 - Candidatura alla miglior attrice per Gravity
  - 2013 - Miglior star femminile d'azione per Gravity
  - 2013 - Candidatura alla miglior icona femminile per Gravity
  - 2013 - Miglior attrice che sfida l'età e l'invecchiamento per Gravity

- American Comedy Awards
  - 1996 - Candidatura all'attrice più divertente in una commedia per Un amore tutto suo
  - 2001 - Attrice più divertente in una commedia per Miss Detective

- AACTA Award
  - 2014 - Candidatura al miglior attrice per Gravity

- African-American Film Critics Association Award
  - 2013 - Miglior attrice per Gravity

- Bambi Award
  - 2000 - Miglior attrice internazionale per 28 giorni

- Black Reel Awards
  - 2006 - Miglior cast per Crash - Contatto fisico

- Blockbuster Entertainment Awards
  - 1996 - Miglior attrice in un film thriller per Il momento di uccidere
  - 2000 - Candidatura alla miglior attrice in un film commedia/romantico per Piovuta dal cielo
  - 2001 - Miglior attrice in un film commedia per Miss Detective

- Critics' Choice Awards
  - 2006 - Miglior cast corale per Crash - Contatto fisico
  - 2010 - Miglior attrice per The Blind Side
  - 2014 - Candidatura alla miglior attrice per Gravity
  - 2014 - Miglior attrice in un film d'azione per Gravity
  - 2014 - Candidatura alla miglior attrice in una commedia per Corpi da reato

- Chicago Film Critics Association
  - 2013 - Candidatura alla miglior attrice per Gravity
- Comedy Film Award
  - 2009 - Candidatura alla miglior attrice protagonista per Ricatto d'amore
- Dallas-Fort Worth Film Critics Association
  - 2009 - Candidatura alla miglior attrice per The Blind Side
  - 2013 - Candidatura alla miglior attrice per Gravity
- Denver Film Critics Society Award
  - 2009 - Candidatura alla miglior attrice per The Blind Side
  - 2014 - Candidatura alla miglior attrice per Gravity
- Dublin Film Critics Circle Award
  - 2013 - Candidatura alla miglior attrice per Gravity
- Empire Awards
  - 2014 - Candidatura alla miglior attrice per Gravity
- Fashion Group International
  - 2009 - Premio onorario umanitario
- Flanders International Film Festival Ghent
  - 1999 - Joseph Plateau Award of Honour
- Golden Apple Awards
  - 1995 - Star dell'anno
- Gotham Independent Film Awards
  - 2004 - Miglior cast per Crash - Contatto fisico
- Georgia Film Critics Association Award
  - 2012 - Candidatura alla miglior attrice non protagonista per Molto forte, incredibilmente vicino
- Guys' Choice Awards
  - 2010 - Intrattenitrice dell'anno
- Hasty Pudding Theatricals Award
  - 2004 - Donna dell'anno

- Houston Film Critics Society Award
  - 2009 - Candidatura alla miglior attrice protagonista per The Blind Side
  - 2013 - Miglior attrice protagonista per Gravity

- Hollywood Film Awards (Premiata tre volte agli Hollywood Film Awards, Sandra Bullock è l'unica ad aver ottenuto più di due premi)
  - 2005 - Miglior cast per Crash - Contatto fisico
  - 2006 - Miglior attrice di supporto dell'anno per Infamous - Una pessima reputazione
  - 2013 - Miglior attrice dell'anno per Gravity

- NAACP Image Award
  - 2010 - Candidatura alla miglior attrice per The Blind Side

- Jupiter Award
  - 1995 - Miglior attrice per Speed
  - 1996 - Miglior attrice per Un amore tutto suo
  - 1997 - Miglior attrice per The Net - Intrappolata nella rete/Il momento di uccidere

- Kansas City Film Critics Circle Awards
  - 2013 - Miglior attrice per Gravity

- Lone Star Film & Television Award
  - 1999 - Miglior attrice per Ricominciare a vivere

- London Critics Circle Film Awards
  - 2013 - Candidatura alla miglior attrice per Gravity

- Montreal World Film Festival
  - 1998 - Career Excellence Award

- MTV Movie & TV Awards
  - 1995 - Miglior performance femminile per Speed
  - 1995 - Attrice più attraente per Speed
  - 1995 - Miglior coppia (con Keanu Reeves) per Speed
  - 1995 - Candidatura al miglior bacio (con Keanu Reeves) per Speed
  - 1996 - Candidatura alla miglior performance femminile per Un amore tutto suo
  - 1996 - Candidatura all'attrice più attraente per Un amore tutto suo
  - 1997 - Candidatura all'attrice più attraente per The Net - Intrappolata nella rete
  - 1998 - Candidatura alla miglior performance femminile per Il momento di uccidere
  - 2010 - Candidatura alla miglior performance femminile per The Blind Side
  - 2010 - Candidatura alla miglior performance comica per Ricatto d'amore
  - 2010 - Candidatura al miglior bacio (con Ryan Reynolds) per Ricatto d'amore
  - 2010 - MTV Generation Award[7][8]
  - 2022 – Candidatura alla miglior performance in un film per The Lost City[9]

- Nickelodeon Kids' Choice Awards
  - 1995 - Candidatura all'attrice preferita per Speed
  - 2000 - Candidatura alla coppia preferita (con Ben Affleck) per Piovuta dal cielo
  - 2000 - Candidatura all'attrice preferita per Piovuta dal cielo
  - 2010 - Candidatura all'attrice preferita per The Blind Side e Ricatto d'amore

- E! People's Choice Awards
  - 1996 - Attrice preferita per Un amore tutto suo
  - 1997 - Attrice preferita per Il momento di uccidere
  - 1998 - Candidatura all'attrice preferita per Ricominciare a vivere
  - 1999 - Attrice preferita per Amori & incantesimi
  - 2000 - Candidatura all'attrice preferita per Miss Detective
  - 2003 - Candidatura alla star preferita per Two Weeks Notice - Due settimane per innamorarsi
  - 2006 - Star preferita per Miss F.B.I. - Infiltrata speciale
  - 2007 - Candidatura alla star preferita per La casa sul lago del tempo
  - 2008 - Candidatura alla star preferita per Premonition
  - 2010 - Candidatura alla coppia preferita (con Ryan Reynolds) per Ricatto d'amore
  - 2010 - Attrice preferita per Ricatto d'amore e The Blind Side
  - 2010 - Attrice preferita per Gravity e Corpi da reato
  - 2013 - Favorite Humanitarian Award in riconoscimento di tutta la beneficenza che ha fatto negli anni e soprattutto per l'aiuto che ha dato alle vittime dell'Uragano Katrina.[10][11]
  - 2014 - Attrice drammatica preferita per Gravity[12]
  - 2014 - Attrice preferita per Gravity[12]
  - 2014 - Coppia preferita (con George Clooney) per Gravity[12]
  - 2014 - Attrice comica preferita per Corpi da reato[12]
  - 2014 - Candidatura alla coppia preferita (con Melissa McCarthy) per Corpi da reato

- Teen Choice Awards
  - 1999 - Miglior interpretazione brillante per Piovuta dal cielo
  - 2001 - Candidatura alla miglior interpretazione brillante per Miss Detective
  - 2001 - Candidatura alla miglior attrice in una commedia per Miss Detective
  - 2001 - Miglior dura per Miss Detective
  - 2002 - Candidatura alla miglior attrice in un film drammatico/azione/avventura per I sublimi segreti delle Ya-Ya Sisters
  - 2003 - Candidatura alla miglior interpretazione brillante per Two Weeks Notice - Due settimane per innamorarsi
  - 2003 - Candidatura alla miglior attrice in una commedia per Two Weeks Notice - Due settimane per innamorarsi
  - 2005 - Miglior attrice in una commedia per Miss F.B.I. - Infiltrata speciale
  - 2005 - Candidatura alla miglior scena di ballo (con Regina King) per Miss F.B.I. - Infiltrata speciale
  - 2006 - Miglior bacio (con Keanu Reeves) per La casa sul lago del tempo
  - 2006 - Candidatura alla miglior reunion (con Keanu Reeves) per La casa sul lago del tempo
  - 2009 - Candidatura all'attrice dell'estate
  - 2010 - Miglior attrice in un film drammatico per The Blind Side
  - 2010 - Miglior attrice in una commedia romantica per Ricatto d'amore
  - 2010 - Miglior scena di ballo (con Betty White) per Ricatto d'amore
  - 2010 - Candidatura al miglior bacio (con Ryan Reynolds) per Ricatto d'amore
  - 2010 - Candidatura alla miglior alchimia (con Ryan Reynolds) per Ricatto d'amore
  - 2012 - Candidatura alla miglior attrice in un film drammatico per Molto forte, incredibilmente vicino
  - 2013 - Miglior alchimia (con Melissa McCarthy) per Corpi da reato
  - 2013 - Attrice dell'estate
  - 2014 - Candidatura alla miglior attrice in un film drammatico per Gravity

- Phoenix Film Critics Society Awards
  - 2013 - Candidatura alla miglior attrice per Gravity

- Razzie Awards
  - 1994 - Candidatura alla peggiore attrice non protagonista per Demolition Man
  - 1998 - Candidatura alla peggiore attrice per Speed 2 - Senza limiti
  - 1998 - Candidatura alla peggior coppia per Speed 2 - Senza limiti
  - 2010 - Peggiore attrice per A proposito di Steve[13][3]
  - 2010 - Peggior coppia per A proposito di Steve

- Rembrandt Award
  - 2010 - Miglior attrice straniera per Ricatto d'amore

- Satellite Award
  - 2005 - Miglior cast per Crash - Contatto fisico
  - 2009 - Candidatura alla miglior attrice in un film commedia o musicale per Ricatto d'amore
  - 2013 - Candidatura alla miglior attrice per Gravity

- Saturn Award
  - 1995 - Miglior attrice per Speed
  - 2013 - Miglior attrice per Gravity

- ShoWest Award
  - 1986 - Star femminile dell'anno per Il momento di uccidere
  - 2001 - Star femminile dell'anno per Miss Detective

- Sojourn Services Award
  - 2000 - Ispirazione dell'anno

- Santa Barbara International Film Festival
  - 2010 - The American Riviera Award

- San Diego Film Critics Society Awards
  - 2009 - Candidatura alla miglior attrice per The Blind Side
  - 2013 - Candidatura alla miglior attrice per Gravity

- San Francisco Film Critics Circle
  - 2013 - Candidatura alla miglior attrice per Gravity

- Stinkers Bad Movie Awards
  - 2005 - Candidatura alla peggior attrice per Miss F.B.I. - Infiltrata speciale
  - 2005 - Candidatura alla peggior coppia (condiviso con Regina King) per Miss F.B.I. - Infiltrata speciale

- St. Louis Film Critics Association
  - 2013 - Candidatura alla miglior attrice per Gravity

- Palm Springs International Film Festival
  - 2014 - Desert Palm Achievement Award per Gravity

- Virginia Film Festival
  - 2004 - Star femminile dell'anno per Crash - Contatto fisico

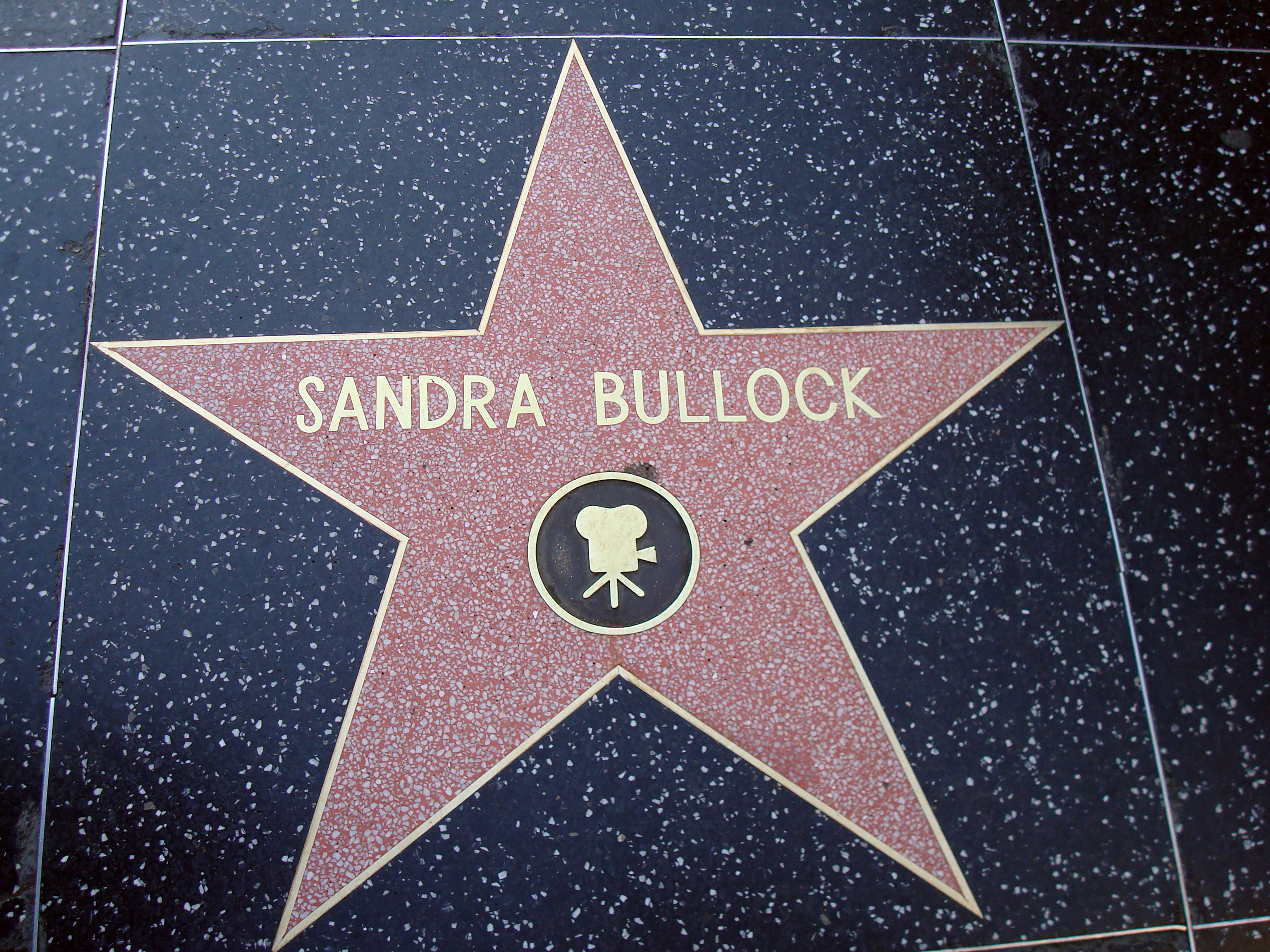
La stella di Sandra Bullock sulla Hollywood Walk of Fame

- Washington D.C. Area Film Critics Association
  - 2005 - Miglior cast per Crash - Contatto fisico
  - 2010 - Candidatura alla miglior attrice per The Blind Side
  - 2013 - Candidatura alla miglior attrice per Gravity

- Women in Film Crystal Awards
  - 2005 - Star femminile dell'anno per Crash - Contatto fisico

## Riconoscimenti speciali

### Hollywood Walk of Fame
Nel 2005 Sandra Bullock ricevette una stella sulla Hollywood Walk of Fame al 6801 Hollywood Boulevard.
In quell'occasione, tra i vari annunci di congratulazioni pubblicati sui giornali di Los Angeles ce ne fu uno firmato "Keanu R." (Keanu Reeves, il suo partner in Speed), in cui l'attore si congratulava con lei. Questo stesso annuncio figurò sui giornali mesi prima, quando l'attore ricevette la stella sulla Hollywood Walk of Fame, da parte della stessa Sandra Bullock, firmato "Sandy B.".